# Petrikirchgang

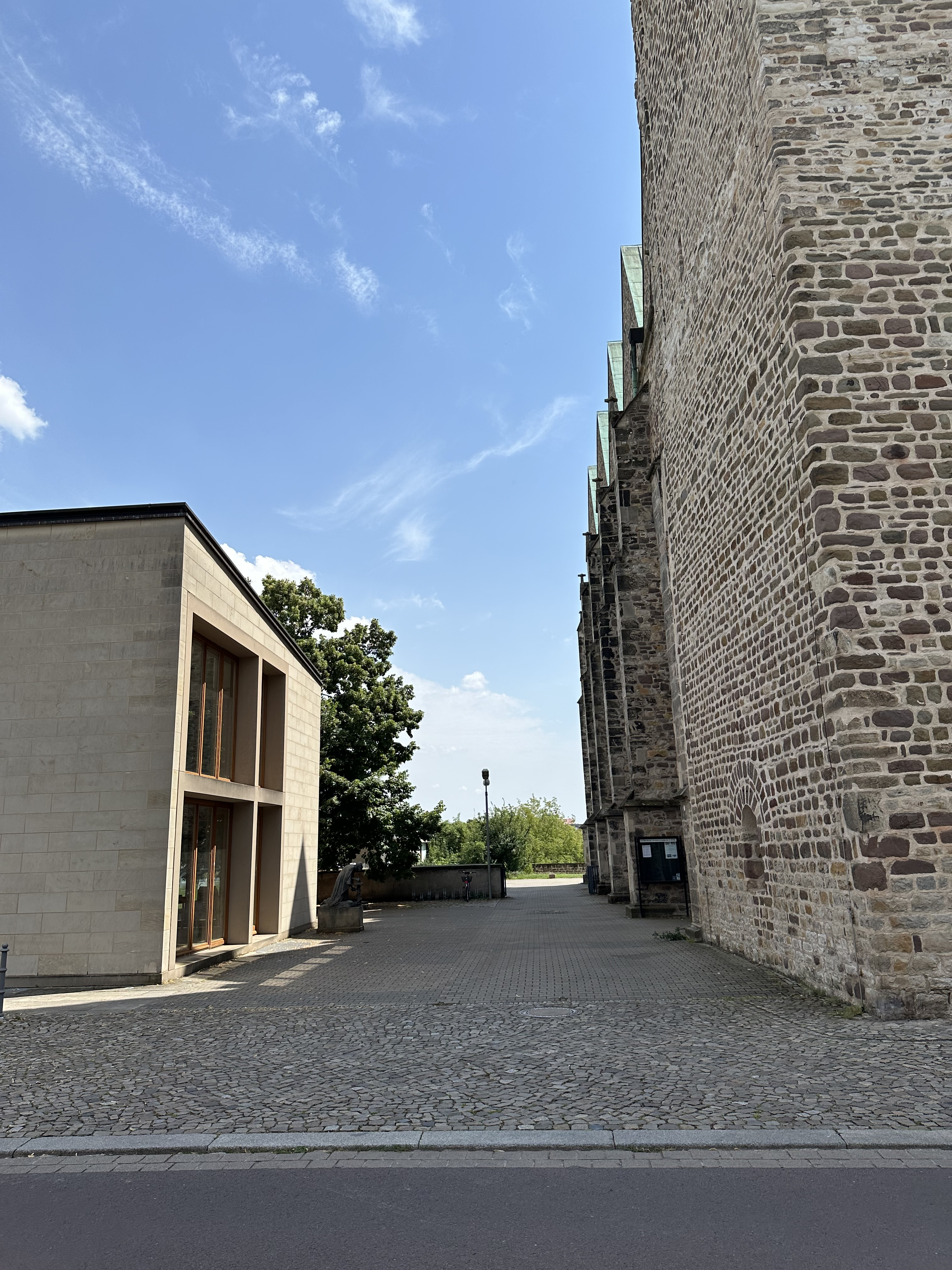
Petrikirchgang, 2024

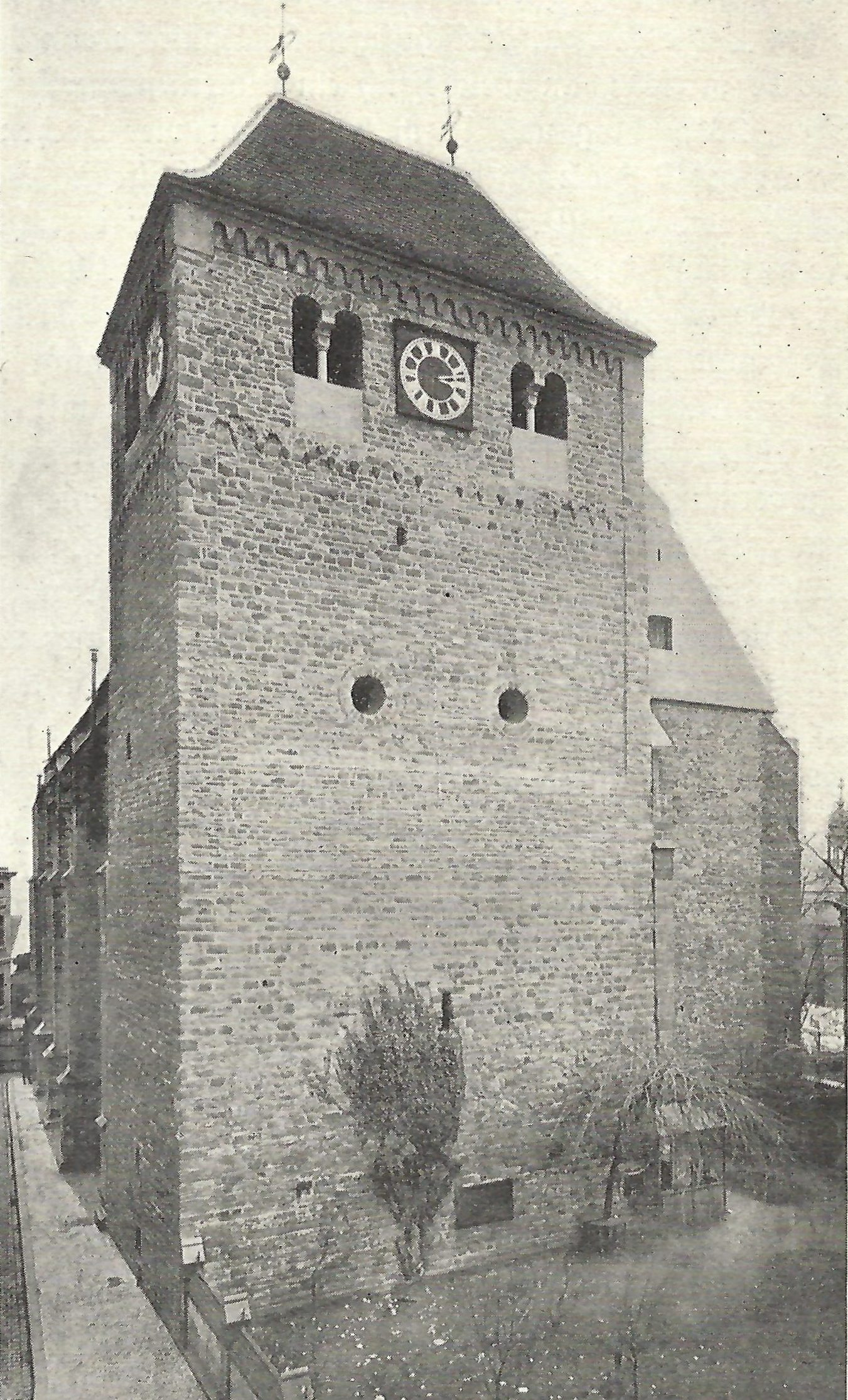
Petrikirche, links angeschnitten der Petrikirchgang vor 1902

Der Petrikirchgang ist eine Straße in Magdeburg im heutigen Sachsen-Anhalt. Aktuell ist sie jedoch offiziell nicht benannt.

## Lage und Verlauf
Die kurze Straße befindet sich im östlichen Teil der Magdeburger Altstadt. Sie geht unmittelbar nördlich der Petrikirche von der Neustädter Straße nach Osten ab und verläuft an der Nordseite der Kirche entlang. Sie endet als Sackgasse am Geländevorsprung oberhalb des linken Ufers der Elbe.
Aktuell bestehen keine Hausnummern. Historisch begann die Nummerierung am nordöstlichen Ende mit der Nummer 1, um dann aufsteigend an der Nordseite nach Westen bis zur Nummer 3 zu verlaufen. Später bestanden nur noch die Hausnummern 1 und 2.

## Geschichte
Der breite Gang wurde erst nach 1730 zum öffentlichen Weg. Bis dahin ging die Mauer des Petrikirchhofs auch nördlich der Kirche weiter zum damaligen Haus Neustädter Straße 1. Durch die Mauer führte zum Gang hin ein Tor. Die Fläche des Gangs selbst war Teil des Petrikirchhofs. Der Petrikirchgemeinde gehörten nordöstlich der Kirche, an der Stadtmauer oberhalb des Alten Fischerufers, vier kleine Häuser. Um die Erreichbarkeit der Häuser zu gewährleisten, entschloss sich die Kirchengemeinde dann, den Weg für die Öffentlichkeit freizugeben. Zunächst wurde jedoch kein amtlicher Name vergeben. 1798 wurde der Weg als Gang neben der Petrikirche bezeichnet, 1807 dann als Bei dem Peterskirchhofe. Im Jahr 1817 findet sich die Bezeichnung Petrikirchplatz und 1829 Petrikirchhof. Ab 1847 galt dann der Name Petrikirchgang, der auf die angrenzende Petrikirche verweist. Gegenüber dem Petrikirchgang, auf der anderen Seite der Neustädter Straße, mündete die Vogelgreifstraße ein.
In der Zeit der DDR geriet der Name Petrikirchgang, obwohl der Weg nördlich der Kirche als Wegebeziehung in Nutzung blieb, außer Gebrauch.

## (Historische) Häuser des Petrikirchgangs
| Hausnummer  | Name        | Bemerkungen | Bild |
| ----------- | ----------- | --- | ---- |
| 1 (alt)     |             | Der Bereich gehörte wohl noch im 17. Jahrhundert zum benachbarten Augustinerkloster. Dann befand sich das als drittes Haus der Petrikirche bezeichnete Gebäude hier. In den 1930er Jahren befand sich hier und in der benachbarten Nummer 2 die Küsterei der Gemeinde. Um 1939 gehörte es der Stadt Magdeburg, die hier Teile der Schulverwaltung untergebracht hatte. |      |
| 2 (alt)     |             | Auf dem Grundstück befand sich das vierte Haus der Petrikirche. In den 1930er Jahren bestand hier die Küsterei der Gemeinde. |      |
| ohne Nummer | Petrikirche | siehe Hauptartikel | 2005 |